# La Chapelle-Souëf
La Chapelle-Souëf är en kommun i departementet Orne i regionen Normandie i nordvästra Frankrike. Kommunen ligger i kantonen Bellême som tillhör arrondissementet Mortagne-au-Perche. År 2022 hade La Chapelle-Souëf 245 invånare.

## Befolkningsutveckling
Antalet invånare i kommunen La Chapelle-Souëf
| Referens: INSEE |